# 法仁入道親王
法仁入道親王（ほうにんにゅうどうしんのう）は、南北朝時代の入道親王。後醍醐天皇崩御から約90年後に完成した『本朝皇胤紹運録』およびそれ以降の文献では、後醍醐皇子で、母は二条藤子（二条為道の娘）、また懐良親王の同母兄弟であると伝えられている。

## 同時代史料
法守入道親王による和歌（『新千載和歌集』哀傷・2269）の詞書に「法仁法親王かくれ侍て後（略）」とあり、法仁という男性皇族が実在したことが確認できる。

## 『本朝皇胤紹運録』
後醍醐天皇が崩御してから約90年後に編纂された『本朝皇胤紹運録』（応永33年（1426年））では、法仁は後醍醐の皇子として言及される。同書によれば仁和寺に所属し、母は懐良親王と同じ（つまり二条藤子）だが、早逝したという。

## 「仁和寺御伝」
法仁に関するまとまった記述は、『仁和寺史料寺誌編二』所収「仁和寺御伝」がほぼ唯一の史料である。これは、1500年前後に活躍した尊海によって、後醍醐崩御から150年以上後の文亀4年（1504年）1月に第一稿が書かれたものである。
同書によれば、生誕は正中2年（1325年）。建武元年（1334年）に親王宣下を受けて「躬良親王」となり、延元3年/暦応元年（1338年）仁和寺大聖院で出家。
正平5年/観応元年（1350年）に法守入道親王（後伏見天皇皇子）から伝法灌頂を受けた。翌年二品に叙され、綱所を下賜され、六勝寺検校に補任された。
文和元年/正平7年10月25日（1352年12月2日）に入滅、享年数え28歳。